# زیبیله بامر
زیبیله بامر (به آلمانی: Sybille Bammer) (متولد ۲۷ آوریل ۱۹۸۰ میلادی در لینتز اتریش) یک تنیسور زن حرفه‌ای از اتریش و یکی از تنها سه مادر تور دبلیوتی‌ای است (دو نفر دیگر، یکی لیندزی دونپورت است که بازگشت خود را به تنیس بعد از تولد فرزندش اعلام کرد و دیگری روسانا دو لاس ریوز پاراگوئه‌ای است که اکنون بیش‌تر در تورنمنت‌های آی‌تی‌اف شرکت می‌کند). بالاترین رتبهٔ وی، ۱۹ است که در ۱۷ سپتامبر ۲۰۰۷ کسب شد.